# Jim Ladd
Jim Ladd (ur. 17 stycznia 1948 w Lynwood, zm. 17 grudnia 2023 w Los Angeles) – amerykański didżej i osobowość radiowa.

## Wyróżnienia
Posiada swoją gwiazdę na Hollywoodzkiej Alei Gwiazd.